# LAST ANGEL (松井常松の曲)
「LAST ANGEL」（ラスト・エンジェル）は、松井常松の楽曲。1995年10月4日に東芝EMI/EASTWORLDより4thシングルとして、発売された。規格品番：TODT-3594。

## 概要
同じベーシストの小原礼を音楽プロデューサーに迎えた本作は日本テレビ系『ぐるぐるナインティナイン』エンディング・テーマ。

## 収録曲
全作詞：森雪之丞・松井常松　作曲：松井常松　編曲：小原礼
1. LAST ANGEL
2. COLD RAIN （Pover Ver.）
ストリングス・アレンジ：サイモン・ヘイル
3. LAST ANGEL (inst.)

## 参加ミュージシャン
- 松井常松 - ボーカル、ベース(#2)
  - 小原礼 - ベース(#1),キーボード(#1),パーカッション(#2)
  - 佐橋佳幸 - ギター(#1)
  - スティーヴ エトウ - パーカッション(#2)